# Сокіл (громадська організація)
ВГО «Сокіл» (до липня 2014-го — ВМГО «Сокіл» — Всеукраїнська молодіжна громадська організація «Сокіл»)  — молодіжне військово-спортивне товариство. Метою організації є розбудова українського суспільства та держави на засадах сучасного українського соціал-націоналізму. В 2006 році «Сокіл» очолив Маркіян Лопачак. Лідерами були Богдан Галайко (до 2013 року), Руслан Андрійко (2012 — 2014). З 2014 року головою ВГО «Сокіл» є Юрій Черкашин.

## Створення
ВГО «Сокіл» була зареєстрована (відновлена) у жовтні 2006 року силами Тараса Скиби, Івана Калинича, Ярини Вайди і Богдана Стадника. Організація декларувала продовження справи українського «Сокола» першої половини XX ст, що був заборонений радянськими окупантами у 1939 році. Головним партнером ВГО «Сокіл» виступила ВО «Свобода».
Перший осередок було створено у м. Львові.

## Структура
Перші осередки були створені на Галичині, згодом було розгорнуто осередки по інших регіонах країни. Нині у всіх регіонах України (крім АР Крим) існують обласні осередки та підпорядковані їм районні/міські. Створений центральний Провід організації, що здійснює координацію обласних осередків. Також створений осередок серед української діаспори в Іспанії[джерело?].

## Напрямки
Основний напрямок діяльності — національно-патріотичне виховання української молоді. В основі своєї діяльності ВГО «Сокіл» покладає ідеологію українського націоналізму і виховує у своїх членів любов до Батьківщини, вшанування національних традицій та звичаїв, повагу до батьків, вивчення національної історії та змагання за те, щоб українці зайняли панівне становище у своїй державі, повноцінно впливали на політичне життя краю та розвиток української нації в майбутньому.
Члени організації кожного тижня зустрічаються на зборах, слухають лекції з історії, ідеології, обговорюють цікаві події тижня, спільно тренуються, планують свою діяльність тощо, періодично збираються на всеукраїнські заходи.
Частина членів організації отримувала депутатські мандати у місцевих радах за списками ВО «Свобода».

## Спортивно-вишкільні табори
- «Гайдамацьке коло імені захисників Конституції» — всеукраїнський спортивно-вишкільний табір на Черкащині біля міста Черкаси. Відповідальний за проведення — Черкаський осередок;
- «Вовчак. Січ» — всеукраїнський спортивно-вишкільний табір на Волині в урочищі Вовчак Турійського району у місці зародження УПА. Відповідальний за проведення — Волинський осередок;
- «Простір Сокола імені Мирослава Мисли» — всеукраїнський спортивно-вишкільний табір на Запоріжжі на березі Азовського моря біля міста Бердянськ, який був започаткований у 2015 році власне другом «Мисливцем» та другом «Дубенком». Відповідальний за проведення — Запорізький осередок;
- «Зліт на Маківці» — всеукраїнський спортивно-вишкільний табір на Львівщині, присвячений річниці переможного бою Легіону УСС на горі Маківці в Сколівському районі. Відповідальний за проведення — Львівський осередок;
- «Яворина» — міжобласний спортивно-вишкільний табір на Франківщині поблизу Яворини, де діяла старшинська школа УПА «Олені» та в 1946 році відбувся останній бій провідника Карпатського Краю ОУН Ярослава Мельника. Відповідальний за проведення — Хмельницький осередок;
- «Верецький перевал» — всеукраїнський археологічно-вишкільний табір на межі Львівщини та Закарпаття на Верецькому перевалі для вишколу та пошуку братських могил вояків Карпатської Січі, розстріляних мадярами та поляками в березні 1939 року. Відповідальний за проведення — Закарпатський осередок;
- «Форпост Північ» — міжобласний спортивно-вишкільний табір на Чернігівщині біля Батурина. Відповідальний за проведення — Чернігівський та Сумський осередки;
- «Мигалки» — міжобласний спортивно-вишкільний табір на Київщині на місці переможних боїв загонів УПА проти московських окупантів на межі Житомирської та Київської областей. Відповідальний за проведення — Київський осередок;
- «Ямельниця» — всеукраїнський спортивно-вишкільний табір на Львівщині у Сколівських Бескидах. Відповідальний за проведення — Львівський осередок;
- «Гарт волі» — міжобласний спортивно-вишкільний табір на Тернопіллі на березі Дністра. Відповідальний за проведення — Тернопільський осередок;
- «Ворскла» — міжобласний спортивно-вишкільний табір на Полтавщині біля Нових Санжар. Відповідальний за проведення — Полтавський осередок;
- «Подільське сонце» — міжобласний спортивно-вишкільний табір на Хмельниччині. Відповідальний за проведення — Хмельницький осередок;
- «Дикий степ» — міжобласний спортивно-вишкільний табір на Харківщині біля рідного для Мирослава Мисли села Волохів Яр у Чугуївському районі. Відповідальний за проведення — Харківський осередок;
- «Гордашівка» — обласний дитячий спортивно-вишкільний табір на Черкащині біля Тального. Відповідальний за проведення — Уманський осередок;
- «Степовик» — міжобласний спортивно-вишкільний табір на Січеславщині на березі Оріля біля Єлизаветівки. Відповідальний за проведення — Кам'янський осередок;
- «Нова Січ» — міжобласний спортивно-вишкільний табір на Херсонщині. Відповідальні за проведення — Одеський та Миколаївський осередки.

## Участь у Революції Гідності

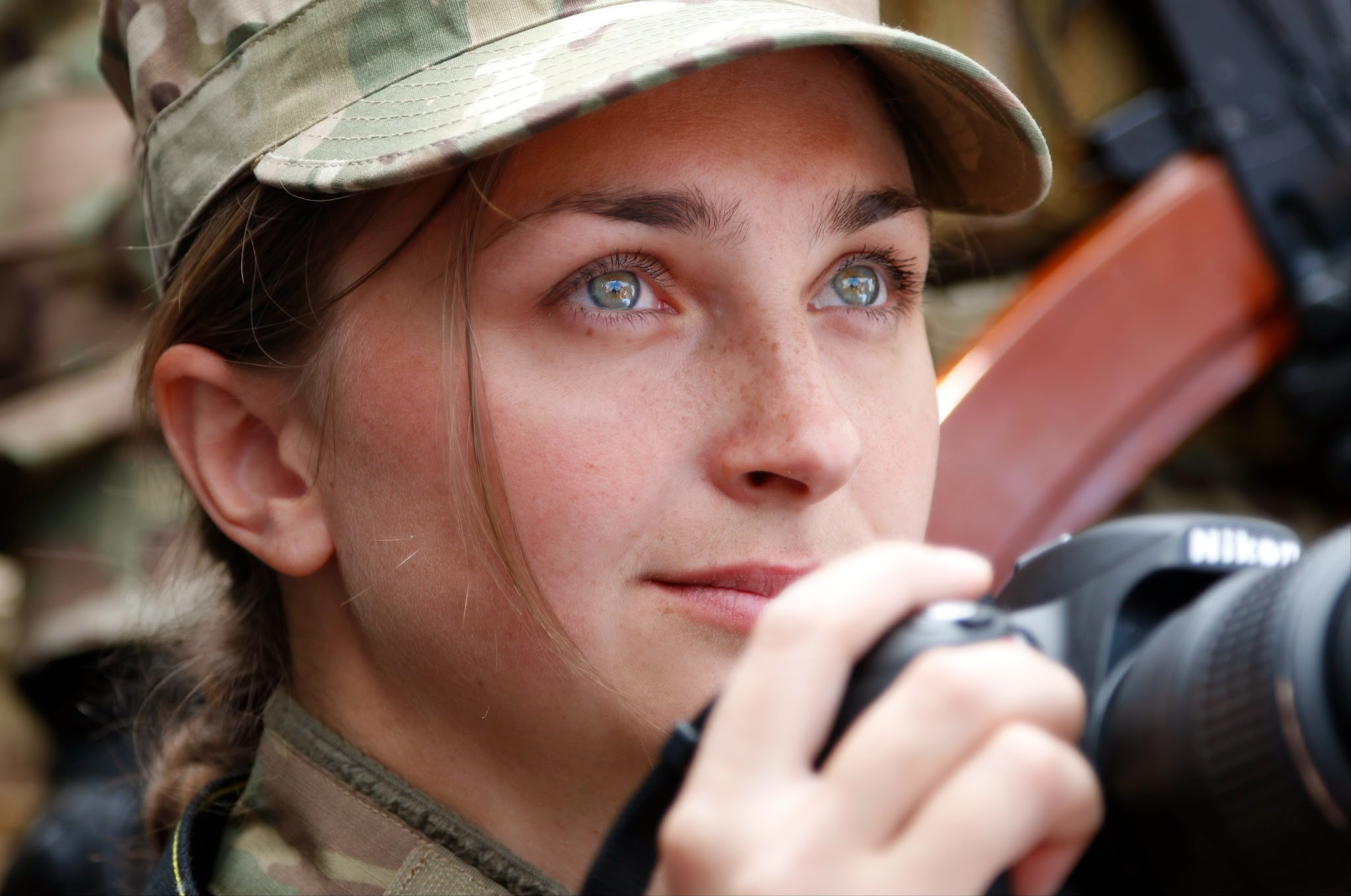
Алла Федорченко — прес-секретар ВГО «Сокіл» (2014—2016)

Активісти «Соколу» взяли активну участь у Революції Гідності. У складі Самооборони Майдану була сформована окрема комендантська чота «Сокіл», яку очолив тоді перший заступник голови організації Юрій Черкашин. Чота сокільців не підпорядковувалась А. Парубію, оскільки перебувала у структурі націоналістичних сотень самооборони, які були в підпорядкуванні адмірала Ігоря Тенюха. Чота також виконувала функції групи швидкого реагування при сотні охорони революційної Київради. Відповідно чота активно співдіяла з комендатурою Київради, яку очолював тодішній голова Організації «Сокіл» Руслан Андрійко. Чота дислокувалась на балконах Колонної зали КМДА[джерело?].
Окрема комендантська чота ВГО «Сокіл» брала участь у протистояннях на перехресті вулиць Лютеранської та Банкової в грудні 2013-го, поваленні пам'ятника Леніну на Бесарабській площі, обороні Київради від бійців «чорної роти» підрозділу «Беркут», протистояннях на Грушевського в січні 2014-го (неофіційно), боях на Кріпосному та Інституцькій 18 лютого 2014-го. В останніх чота втратила половину особового складу пораненими, в тому числі важкими[джерело?].
Окрім комендантської чоти, активісти ВГО «Сокіл» були у інших підрозділах самооборони, зокрема, у 2-ій сотні ім. Святослава Хороброго та 3-ій сотні ім. Петра Сагайдачного. Сокільці, зокрема, Ігор Гуменюк (Дубенко) та Сергій Крайняк (Агроном) брали участь у наступі на Інститутській 20 лютого 2014-го, де від куль силовиків загинула значна частина Небесної Сотні[джерело?].

## Реорганізація у 2014
Влітку 2014 року головою організації призначено Юрія Черкашина, що на той час також був в.о. командира першого взводу батальйону особливого призначення «Січ», що активно готувався до відправки на фронт. Було прийнято рішення, що організація відмовляється від статусу суто молодіжної. Пріоритетними завданням ВГО «Сокіл» було визначено участь у російсько-українській війні в складі різних підрозділів силових структур та добровольчих батальйонах, підготовку військових кадрів у всіх доступних для цього місцях, матеріальне забезпечення бойових частин (волонтерство).

## Участь у російсько-українській війні
Активісти «Соколу» знаходяться або знаходилися в лавах Збройних Сил України, Національної гвардії, добровольчих батальйонах МВС України, ОУН та ДУК, або ж матеріально допомагають фронту. У роті «Карпатська Січ» та батальйоні «Січ» були створені дві чоти, які сформовані із активістів «Соколу».
Голова ВГО «Сокіл» Юрій Черкашин з серпня 2014 до липня 2015 року також бере участь у «АТО» в батальйоні «Січ», а пізніше аж до поранення в листопаді 2015 року — у складі роти Карпатська Січ 93 ОМБр. Його заступник (2013-2018) Ярослав Люти брав участь у бойових діях у 2014—2016 р. в складі добровольчого батальйону НГУ імені Кульчицького. Керівник київського міського осередку (2016-2019) Володимир Назаренко  був командиром взводу добровольчого окремого 25-го батальйону «Київська Русь» у складі ЗСУ та успішно вивів близько 200 осіб особового складу з оточення біля Дебальцевого. Активіст Миколаївського осередку Геннадій Дубров у складі окремої добровольчої чоти «Карпатська Січ» узяв участь у захисті Донецького летовища. 
Член Проводу «Вірний» воював у складі Добровольчого Українського Корпусу. Перше бойове хрещення прийняв на метеостанції Донецького аеропорту, яку називали останнім форпостом летовища — це була остання позиція в ДАПі, яку покидали наші військові. Пізніше, воював у складі добровольчих підрозділів «Айдар» та «Карпатська Січ». Інтендант «Соколу» (2016-2019) Іван Косенко служив у складі добробату «Січ» у Пісках - одній з найгарячіших точок Східного фронту - зачищав Мар'їнку, брав участь в операціях у Лимані і Кримському. Медичний референт «Соколу» Ігор Садівничий у складі спочатку окремої добровольчої чоти «Карпатська Січ», потім зведеної роти «Карпатська Січ» 93-ї ОМБр і у складі власне 93-ї ОМБр брав участь у бойовий діях в Пісках, Водяному, Опитному, Кримському та ін[джерело?].

## Втрати
- Антон Стрілець «Роланд» — керівник харківського обласного осередку ВГО «Сокіл», помер у лікарні 15 липня 2014 від отриманих ран від нещасного випадку на тренуванні.
- Мирослав Мисла «Мисливець» — керівник ідеологічної референтури ВГО «Сокіл», загинув у бою 2 жовтня 2016 біля с. Кримського Луганської області.
- Роман Напрягло «Ріо» — активіст слов'янського міського осередку ВГО «Сокіл», загинув у бою 26 лютого 2017 біля с. Пікузи Донецької області.
- Олександр Кауров «Саха» — активіст маріупольського міського осередку ВГО «Сокіл», помер 11 березня 2018 в зоні проведення АТО.
- Андрій Стойко «Сокіл» — активіст тернопільського міського осередку ВГО «Сокіл», загинув у ДТП під час виконання службових обов'язків 22 липня 2018 у с. Петропавлівська Борщагівка Київської області.
- Богдан Слобода — активіст новояворівського осередку ВГО «Сокіл», загинув від кульового поранення 6 березня 2019 в зоні ООС у Донецькій області.

## Репресії проти членів організації
До та під час Революції Гідності багато членів організації піддавалися переслідуванню за свою політичну діяльність, деякі з них певний час перебували в ІТТ або СІЗО та навіть були засуджені. Після перемоги Революції Гідності певний час Організація мирно співіснувала із державним апаратом, допоки не сталася кривава провокація під стінами Верховної Ради 31 серпня 2015 року. Близько двадцяти націоналістів, серед яких були сокільці, були затримані та відправлені до Подільського ІТТ, а потім до Лук'янівського СІЗО. Згодом більшість з них під тиском обуреної громади були випущені, крім двох: «Дубенка» та «Агронома» — справа яких досі розглядається у Шевченківському районному суді м. Києва. «Бізон» був затриманий пізніше та відправлений до Миколаївського СІЗО, а 17.03.2017 отримав вирок Братського районного суду, що передбачає 6 років ув'язнення. Справа «Бізона» проходить апеляцію.

## Політична діяльність
Перший голова відновленого "Соколу" Маркіян Лопачак у 2014 році став народним депутатом України 7 скликання.
Руслан Андрійко обирався депутатом Київської міської ради (з 2014 року).
Юрій Черкашин обирався депутатом Бориславської міської ради (2010-2015).
Колишній керівник київського міського осередку та депутат Київської міської ради Володимир Назаренко неодноразово ставав жертвою нападів зловмисників, пов'заних зі своєю політичною діяльністю.